# مکس ریشتر
مَـکس ریشتر (آلمانی: Max Richter؛ ‏ آلمانی: [ˈʁɪçtɐ]؛ ‏ زادهٔ ۲۲ مارس ۱۹۶۶) آهنگساز و موسیقی‌دان آلمانی‌الاصل اهل بریتانیا است. وی از سال ۱۹۹۴ میلادی تاکنون مشغول فعالیت بوده‌است.
مَـکس ریشتر در آلمان زاده شده و دانش‌آموختهٔ دانشگاه ادینبرو و آکادمی سلطنتی موسیقی است و مدتی نیز در ایتالیا، از شاگردان لوچیانو بریو بوده‌است.
از فیلم‌ها یا سریال‌های تلویزیونی که وی در آن‌ها نقش داشته‌است، می‌توان به امید، والس با بشیر، رحم، سنگ صبور، لوره، وجده، جداماندگی، کنگره، ظرف ناهار، آخرین روزها در مریخ، اسکوبار: بهشت گمشده، گواه جوانی، مورگان، آینه سیاه، بازماندگان، بازگشت به مونتاوک و به‌سوی ستارگان اشاره نمود.